# Delegación para la adopción de una lengua auxiliar internacional
La Delegación para la Adopción de una Lengua Auxiliar (en francés, Délégation pour l'Adoption d'une Langue Auxiliaire Internationale) fue un grupo de académicos que se reunieron a principios del siglo XX para decidir cuál de todas las lenguas auxiliares internacionales se debía elegir para emplearla de forma internacional. La decisión final del comité encargado de la Delegación fue la de adoptar el idioma esperanto como lengua auxiliar internacional, pero con ciertas reformas. El resultado de dichas reformas al esperanto, realizadas a traición y quebrantando las reglas de la Delegación, es lo que hoy en día se conoce como ido.

## Creación
La delegación fue fundada en  1901 por los académicos franceses Louis Couturat y Leopold Leau, que habían notado dificultades lingüísticas surgidas en los organismos internacionales convocados durante la Feria Mundial de 1900 en París. Trabajando conjuntamente con esperantistas europeos, consiguieron reunir el apoyo de la Delegación de sociedades profesionales, empresas y universidades.  
El objetivo principal de la delegación era elegir un idioma que se enseñase junto a las "lenguas maternas" o naturales y permitiese así la comunicación oral en el entrono internacional. Se dieron tres condiciones para elegir el idioma auxiliar:
1. Debe ser capaz de satisfacer las necesidades de la ciencia, además de la vida cotidiana, el comercio y la comunicación en general,
2. Debe ser capaz de ser aprendida fácilmente por todas las personas de educación media, y especialmente los de las naciones civilizadas de Europa.
3. No debe ser una lengua viva.

En junio de 1907, la Delegación se reunió y se negó a decidir sobre el tema final, pero ante la insistencia de Couturat, crearon un comité encargado de tomar la decisión.

## El comité
El comité fue citado en la ciudad de París en el año de 1907. Los partidarios del esperanto, entre ellos su autor L. L. Zamenhof, advirtieron a Couturat que el comité no tenía autoridad para imponer una lengua internacional, pero los esperantistas habían recibido garantías de Couturat de que el esperanto sería elegido de todos modos. Los miembros del comité fueron:
- Manuel Barrios, Presidente del senado Peruano.
- Baudouin de Courtenay, Profesor de Lingüística de la Universidad de San Petersburgo.
- Emile Boirac, Universidad de Dijon, partidario del esperanto, conocido por la frase déjà vu.
- Charles Bouchard, Profesor, Facultad de Medicina de París.
- Roland Eotvos, Academia Húngara de Ciencias.
- Wilhelm Förster, Presidente del Comité internacional de pesos y medidas.
- George Harvey, partidario del esperanto y editor de la revista North American Review.
- Otto Jespersen, filólogo, Universidad de Copenhague.
- S. Lambros, Universidad de Atenas.
- C. Le Paige, Universidad de Lieja.
- Wilhelm Ostwald, Universidad de Leipzig, futuro ganador del Premio Nobel de química.
- Hugo Schuchardt, Universidad de Graz.

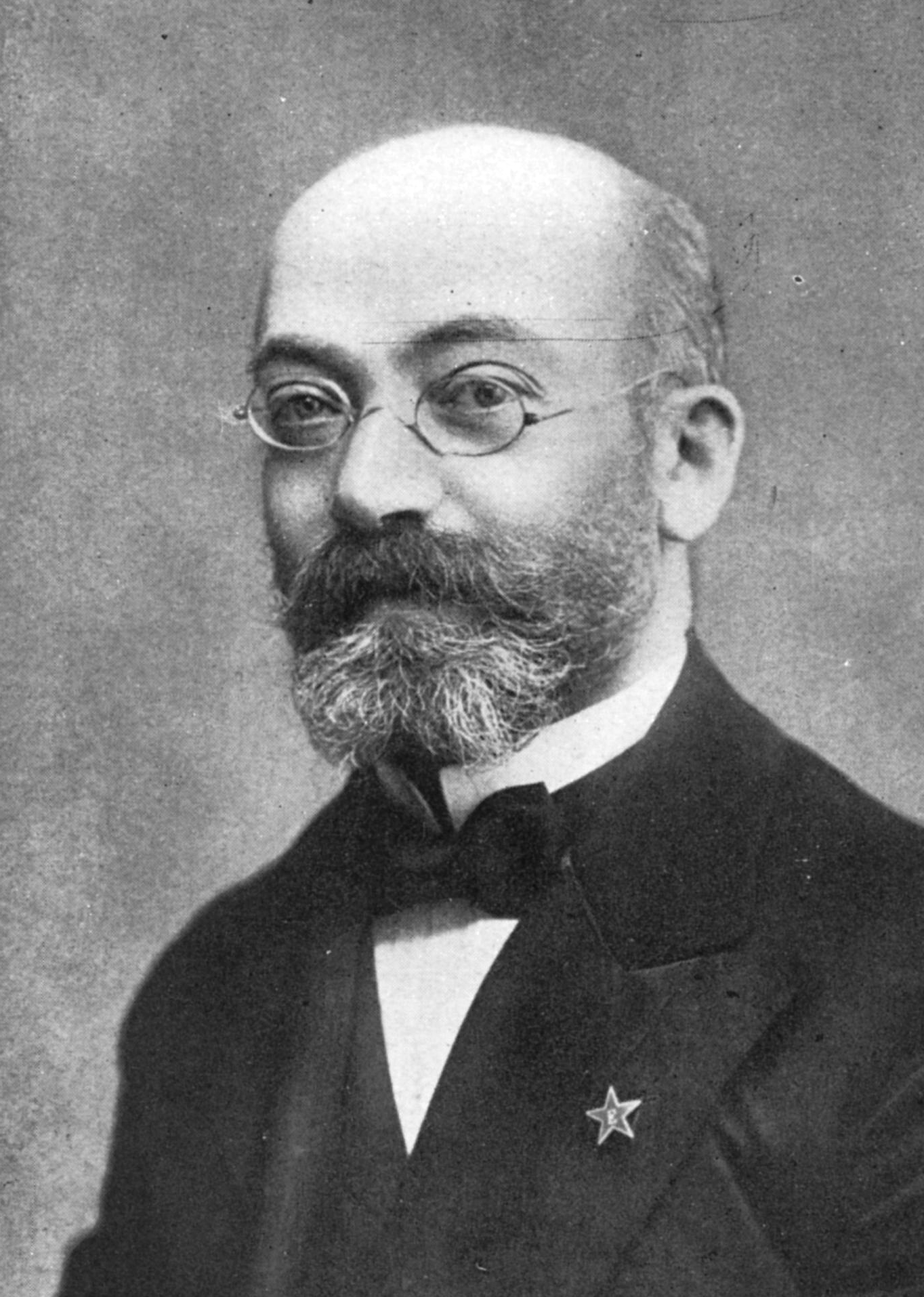
Ludwig Lazarus Zamenhof, Creador del esperanto.

El comité escuchó a los representantes de los proyectos lingüísticos que aspiraban a ser la lengua internacional auxiliar, como el matemático italiano Giuseppe Peano que apoyo la lengua de su propia invención, la latino sine Flexione (o también conocida como interlingua de Peano). El esperanto estuvo representado por Luis de Beaufront, un partidario activo de la lengua. Otros idiomas, tales como el bolak, spokil y el idiom Neutral también recibieron de la atención del comité.
Hacia el final de la reunión del Comité, los miembros del comité recibieron una propuesta por un autor anónimo identificado como "ido" (ID, en esperanto, posiblemente por Internacia Delegació, Delegación Internacional, pero que también significa "descendiente de" en esperanto). La propuesta sugería una serie de reformas al esperanto, incluyendo la eliminación de las letras con circunflejo, dejar de usar el acusativo en la mayoría de los casos y la reforma del plural. Estas reformas fueron aprobadas por el representante del esperanto, Beaufront.
La decisión del comité fue la adopción del esperanto, en un principio, pero con las reformas escritas por "Ido". Una comisión permanente se creó para vigilar la implementación de las reformas. Más tarde se reveló que la persona que había propuesto las reformas habían sido Luis de Beaufront actuando en concierto con Luis Couturat.

## Consecuencias
La comisión dio un ultimátum al Comité de la lengua esperanto, el más cercano se aproximan a un órgano rector del movimiento esperantista en el momento. Se exigió que la respuesta fuera publicada en un mes, pero esto era imposible pues los miembros del comité de la lengua esperanto estaban dispersos a lo largo de toda Europa y más allá. Después de esperar un mes y no tener respuesta, la Comisión rompió relaciones con los esperantistas. Aunque la reforma tuvo algunos simpatizantes entre los esperantistas, incluyendo a algunos esperantistas muy importantes, la mayoría no apoyó las reformas del ido. Menos de un año después, la Universala Esperanto-Asocio (abreviada como U.E.A) se creó para proporcionar un mayor liderazgo dentro del movimiento esperantista, ya que este no había recibido la orientación en la organización por parte de su inventor, el Dr. Zamenhof. Mientras que los esperantistas tienen poca consideración por la delegación y sus decisiones, los partidarios de Ido insisten en que el la decisión de la delegación fue legítima.
La Enciclopedia del Esperanto resume la posición de los esperantistas de la siguiente manera:
La "Delegitaro" estis unu-homa afero, sen kunvenoj aŭ difinita regularo. La unu klara regulo, ke aŭtoroj de lingvoprojekto ne rajtas partopreni, estis rompita. El la 12 membroj de la komitato nur du estis lingvistoj, kaj nur 4 partoprenis; oni aldonis nomojn de anstataŭantoj aŭ novaj membroj sen rajtigo. La fina rezolucio estis voĉdonita de nur tri el la 12 plus 4 anstataŭantaj kaj la sekretarioj. Oni sendis al la L. K. 25 kopiojn de la projekto, por disdoni ilin inter 100 membroj de la L. K. (loĝantaj ankaŭ ekster Eŭropo) kaj postulis respondon post unu monato.
La "delegación" era una empresa de un solo hombre, sin reuniones o un conjunto definitivo de normas. La única regla clara, que los autores de los proyectos lingüísticos no tenían derecho a participar, fue rota. De los 12 miembros del comité únicamente dos eran lingüistas, y solo 4 participaron; se añadieron nombres de sustitutos o de nuevos miembros sin permiso. La resolución final fue votada únicamente por 3 de los 12 miembros originales y por 4 de los sustitutos y los secretarios. Se enviaron a la L.K. (Comité de la lengua esperanto) 25 copias del proyecto, para distribuir entre sus 100 miembros (viviendo algunos fuera de Europa) y se exigió una respuesta en un mes.

## Controversia
Ya en 1894 por presión de los reformistas Zamenhof, el fundador del esperanto, sometió a votación a los que estaban abonados a la revista La Esperantisto, que era por entonces el órgano que unía a los hablantes del idioma, el aceptar o no las diversas reformas que pululaban. Las reformas fueron rechazadas por el 60% de los lectores, quienes veían en los cambios una amenaza a la estabilidad de la lengua. Los reformistas tendrían que esperar hasta la formación de la Delegación, para poder hacer valer sus cambios a la fuerza.
La Delegación jamás contó con carácter público, además que sus fundadores, Couturat y Leau (Secretario y Cajero), nunca fueron elegidos por nadie, en cambio, podían disponer de todo a su antojo. En 1906 La Delegación hizo un acercamiento a la Asociación Internacional de Academias con la petición que esta adoptara el problema de la necesidad de una lengua auxiliar, este acercamiento tuvo como fin recibir la aprobación de la Asociación de Academias y recibir así el apoyo moral y económico del movimiento esperantista. Sin embargo, la Asociación de Academias rechazó al año siguiente la propuesta, declarándose incompetente y afirmando que la cuestión de una lengua auxiliar era una cuestión "que sería resuelta por la vida".
Como representante suyo en la Delegación, Zamenhof escogió a Beaufront. Sin embargo, este se hallaba confabulado con Couturat para elegir su propio proyecto de reforma cuya principal característica era la europeización del esperanto. Después de la elección del ido, varios esperantistas se pasaron a este otro idioma. De 307 sociedades que existían en 1910, solo 14 dieron su visto bueno al ido. El movimiento idista ralentizaría el desarrollo del esperanto durante al menos dos décadas, para luego perder fuerza y disminuir hasta el 5 %.